# The Boogeyman (luchador)
Martin «Marty» Wright (15 de juilo de 1964), conocido como The Boogeyman, es un luchador profesional y actor estadounidense. Actualmente trabaja como embajador para la empresa WWE.

## Carrera

### World Wrestling Entertainment (2004-2009)

#### Tough Enough
Wright entró por primera vez en el mundo de la lucha libre profesional tomando parte en la cuarta temporada del reality show producido por la World Wrestling Entertainment Tough Enough. El 15 de octubre de 2004 Wright formó parte de los cincuenta participantes de entre los que serían seleccionados ocho finalistas en Venice Beach, California. Tras sobrevivir al primer día de eliminación, Wright admitió que tenía 40 años, cinco años más que el límite permitido, y no 30, como había dicho. Como resultado, fue eliminado de la competición.

#### Ohio Valley Wrestling (2005)
Tras lo pasado en Tough Enough, los directivos de la WWE le invitaron a su territorio de desarrollo, la Ohio Valley Wrestling (OVW), donde firmó un contrato de tres años. Entrenando desde febrero hasta junio de 2005, hizo su debut en la OVW el 25 de junio de 2005 bajo el nombre de The Boogeyman.
Durante un dark match entre Seth Skyfire & Robert Fury contra Vik Delicious & Robbie Dawber, Wright entró en el ring y derrotó a los cuatro hombres. Luego anunció que era "The Boogeyman" antes de dejar el ring. Luego, el 2 de julio, convirtieron su pasada experiencia en Tough Enough en parte de la storyline y revelaron que había sido expulsado de él por "problemas psicológicos", declarando además que había estado en prisión (kayfabe). Acorde con la historia, Wright adoptó un gimmick de psicópata. En él, Wright llevaba vestimenta y maquillaje negro y rojo y un báculo de madera, usando un tema de entrada con efectos de lluvia torrencial y rayos; además, adoptó la costumbre de acudir a atacar a todo aquel que pronunciara su nombre. Bajo este personaje, fue parte de una controversia cuando el talento en desarrollo Johnny Geo Basco estaba sentado entre el público, y en vez de fingir estar aterrorizado se rio de él, rompiendo el kayfabe; en un backstage Basco fue abofeteado por Jim Cornette, que fue despedido por la WWE a consecuencia de ello.

#### 2005

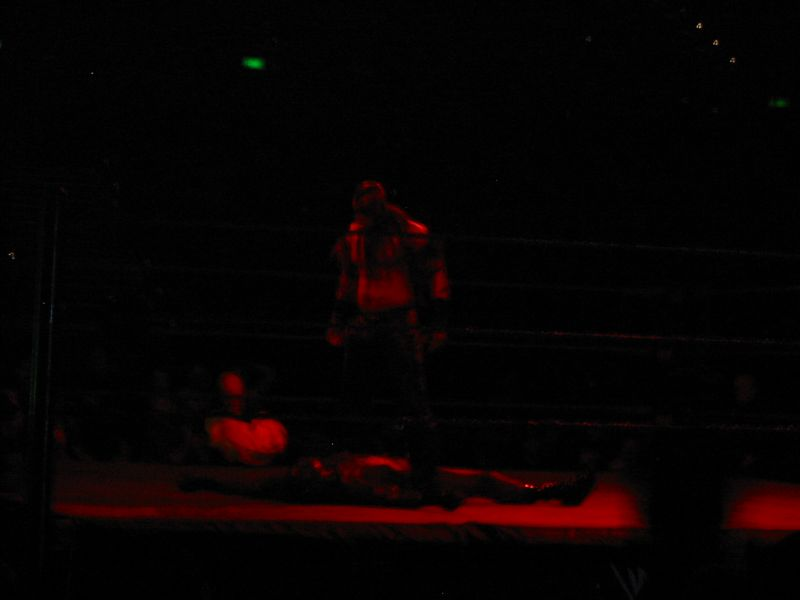
Entrada de Boogeyman al ring.

El 11 de julio en RAW se emitió el primero de una serie de vídeos, en el que Boogeyman aparecía sin mostrar su rostro y diciendo "I'm coming to get you"; más vídeos serían emitidos también en Smackdown!, donde Wright fue trasladado. Allí derrotó a Doug Basham en varios dark matches y house shows. Desafortunadamente, antes de hacer su debut en un combate televisado se hiperextendió ambas piernas en un combate contra Basham y necesitó tiempo para recuperarse. Tras esto volvió a la OVW, donde hizo su retorno el 5 de octubre atacando a Alexis Laree, la cual fue socorrida por Chris Cage y Bobby Lashley.
The Boogeyman finalmente hizo su primera aparición en TV el 14 de octubre de 2005 en Smackdown!. Fue introducido por el ejecutivo Palmer Cannon, quien explicó que Boogeyman era el actor que encarnaba al villano de una producción de terror de UPN que fue cancelada por un "accidente", implicando que The Boogeyman se había metido demasiado en su personaje y ahora se creía él de veras. Cannon dijo que lo había traído a SmackDown! como parte de una iniciativa de talentos nuevos. En sus apariciones, Boogeyman recitaba canciones de cuna, como la famosa One, Two, Freddy's coming for you de Pesadilla en Elm Street, y acababa rompiendo un enorme despertador sobre su cabeza. En las semanas siguientes Boogeyman, apareciendo como tweener, fue mostrado asustando a otros luchadores en backstage, siempre emergiendo de lugares cerrados y oscuros (como furgonetas y armarios), cantando canciones infantiles y concluyendo con "I'm The Boogeyman and I'm coming to get'cha!", riendo como un maníaco. Los encuentros con él dejaban generalmente al otro luchador confuso y asustado, saliendo lentamente de la sala mientras los comentaristas hablaban sobre la extraña situación. No obstante, siguió luchando en la OVW, derrotando a Robert Fury en noviembre.
En Survivor Series de 2005, The Boogeyman tornó a face cuando ayudó al mánager general de SmackDown! Theodore Long a derrotar a su contraparte de RAW, Eric Bischoff, apareciendo tras el asustado ejecutivo y realizando un "Goodnight" sobre él para permitir a Long lograr el pinfall. Wright hizo su debut oficial en la SmackDown! el 2 de diciembre derrotando fácilmente a Simon Dean, el cual permaneció horrorizado mientras Boogeyman gritaba "I'am The Boogeyman" y comía gusanos aparentemente reales, ante la repulsión de los comentaristas, Michael Cole y Tazz. Por los meses siguientes, Boogeyman tuvo una larga racha de victorias por squash. Las luchas solían ser cortas, centrándose más en el gimmick de Boogeyman, que escupía gusanos a la cara del oponente y los metía en su boca tras derrotarlos.
Su debut oficial en un evento de pre-pago fue en Armageddon, donde entró al ring para confrontar a Vito y Nunzio, que estaban vestidos de Papá Noel y un elfo. Nunzio escapó, pero Vito fue atacado por Boogeyman, quien metió gusanos en su boca al acabar.

#### 2006
El primer feudo de Boogeyman fue contra JBL y su secretaria Jillian Hall, a quines aterrorizó en varias escenas backstage. Durante un episodio de SmackDown! Boogeyman persiguió a Hall y le metió gusanos en el vestido; en otra ocasión, interrumpió el segmento Piper's Pit y devoró el "tumor" de la cara de Jillian. JBL y Boogeyman se enfrentaron en Royal Rumble, ganando Wright en menos de dos minutos.
Tras esto tuvo otro feudo con Booker T, quien, junto con su valet Sharmell, había sufrido un acoso por parte de Boogeyman. Finalmente, en WrestleMania 22, Wright derrotó a Booker, besando además a Sharmell con la boca llena de gusanos. El combate fue excepcionalmente corto debido a que Wright se había lesionado un bíceps en un house show. Después del combate no volvió a aparecer, siendo justificada su ausencia por una orden de alejamiento que Booker había conseguido; realmente Wright estaba inactivo tras someterse a una operación para reparar su bíceps.
El 16 de agosto, Boogeyman regresó por un tiempo a la OVW. Allí entró en un corto feudo con Jacob Duncan, desenmascarándolo y mostrándolo al públio como Ryan Wilson. Más tarde, el 20 de septiembre, la WWE despidió a Wright, siendo recontratado el 6 de octubre y enviado a la escuela de lucha libre de Booker T y Stevie Ray en Houston, Texas. Finalmente, Wright volvió el 27 de octubre a SmackDown!, iniciando un feudo con Mike "The Miz" Mizanin y Kristal Marshall. Este feudo terminó en Armageddon, en donde Wright venció a The Miz.

#### 2007
The Boogeyman tuvo un feudo con Finlay, quien le derrotó por una interferencia de Little Bastard en un combate individual, acabando así con la racha de derrotas de Finlay. En la edición del 2 de febrero de SmackDown!, Boogeyman se vengó atacando a Little Bastard durante un combate entre Finlay y Chris Benoit por el Campeonato de Estados Unidos, lo que ocasionó que Benoit ganase el combate. El 16 de febrero, en SmackDown!, Boogeyman presentó a su compañero, Little Boogeyman, cuyo propósito era contrarrestar a Little Bastard. Boogeyman & Little Boogeyman perdieron en un combate por parejas en No Way Out contra Finlay & Little Bastard. Una semana más tarde, en SmackDown!, Boogeyman y su compañero volvieron a perder ante ellos.
En el 400 aniversario de la OVW, the Boogeyman apareció en el show, perdiendo ante Ryan Wilson en una Tables Match. The Boogeyman volvió al ring cuando se unió al feudo entre Kane y William Regal & Dave Taylor, haciendo equipo con Kane y con Little Boogeyman. Este feudo fue corto, ya que Boogeyman y Little Boogeyman resucitaron su antiguo feudo contra Finlay y Hornswoggle (antiguo Little Bastard). En Saturday Night's Main Event, Finlay & Hornswoogle volvieron a derrotarles. Más tarde ambos perdieron un Handicap Match contra Mark Henry, combate en el que fueron duramente golpeados y consecuentemente lesionados. Después de eso Little Boogeyman no volvió a aparecer.
El 11 de junio en RAW, Boogeyman fue movido desde SmackDown! hacia ECW, en el draft anual. Un día después debutó en la ECW, derrotando a Matt Striker, iniciando un feudo con él. El 10 de julio, Boogeyman acudió al segmento "Matt Striker's Classroom" cuando Striker dijo querer enseñarle sobre gusanos, pero en su lugar Boogeyman fue atacado por el debutante Big Daddy V, guardaespaldas de Matt. The Boogeyman dejó de aparecer en las siguientes tres semanas, finalmente volviendo el 31 de julio, con un nuevo diseño de pintura facial, a asustar a Big Daddy V después de un combate. Una semana después, Boogeyman fue brutalmente atacado por Big Daddy V después de una distracción de Matt Striker.
El 13 de agosto, Boogeyman apareció en RAW cantando la canción Cat's in the Cradle; ello ocasionó que Jonathan Coachman se plantease que Boogeyman fuese el (kayfabe) hijo ilegítimo de Vince McMahon. Un día más tarde, Boogeyman derrotó al Campeón de la ECW John Morrison por descalificación después de que golpease al árbitro; Morrison recibió una falling chokebomb después, pero logró escapar cuando Boogeyman fue a hacerle tragar gusanos. Boogeyman hizo equipo con CM Punk para derrotar en WWE Saturday Night's Main Event a Morrison y Big Daddy V. El 28 de agosto en ECW, Boogeyman participó en el Fatal Four Way match por una oportunidad por el título de Morrison, pero CM Punk ganó el combate. El 4 de septiembre, Boogeyman derrotó por descalificación a Matt Striker cuando Big Daddy V le atacó con un Ghetto Drop fuera del ring. Dos semanas más tarde, Boogeyman y Big Daddy V se enfrentaron en un combate individual, perdiendo Boogeyman.
The Boogeyman volvió la edición de Halloween de ECW, haciendo un promo en backstage en el que produjo una escena de truco o trato arrojando gusanos. El 5 de noviembre en RAW, Boogeyman fue nombrado miembro honorario de D-Generation X por Triple H y Shawn Michaels, después de que interrumpiese su promo.
El retorno de Boogeyman al ring se retrasó por una lesión de pantorrilla, además de someterse a una cirugía dental para reemplazar la dentadura perdida en sus tiempos en la OVW.

#### 2008-2009
El 7 de octubre en ECW un vídeo que anunciaba su retorno fue mostrado, así como algunos otros las semanas siguientes. Finalmente, el 13 de octubre apareció en un segmento de RAW en el que habían sido invitados Johnny Knoxville, Chris Pontius y Big Dick Johnson, a quienes escupió gusanos después de que fueran atacados por Santino Marella, Beth Phoenix, Hornswoggle y The Great Khali. En la celebración del episodio 800 de RAW, apareció en un segmento llamado "Kung Fu Naki Dance" bailando con Goldust, Hornswoggle, Jesse, Festus, Kung Fu Naki, Michael Cole, Jerry "The King" Lawler, Lilian García, Dusty Rhodes, Sgt. Slaughter y Ron Simmons. El 23 de noviembre, Boogeyman hizo una aparición sorpresa en Survivor Series asustando a Carlito, Primo y The Bella Twins, vestido como Gobbledy Gooker, apareciendo con su nueva dentadura, tintada de amarillo. Boogeyman volvió a la ECW el 25 de noviembre en un segmento asustando a John Morrison y The Miz, que estaban hablando sobre lo ocurrido en Survivor Series. El 9 de diciembre volvió a luchar, esta vez contra un jobber llamado Scott Reed, al que derrotó fácilmente. Luego, en Armageddon, Boogeyman apareció en backstage con Goldust asustando a Santino Marella cuando este iba a entregar un regalo a un grupo de divas; después de que Santino huyese, Boogeyman dio el regalo a Goldust, y comenzaron ambos a cantar.
En la edición de ECW del 30 de diciembre, salió a ayudar a su viejo enemigo Finlay contra John Morrison & The Miz, quienes le estaban atacando en el segmento "The Dirt Sheet"; ese mismo día se organizó un Hardcore Match, en el que Boogeyman y Finlay perdieron. Más tarde, el 20 de enero de 2009, derrotó a Paul Burchill por descalificación, siendo su primera victoria no jobber en su regreso a la marca. Sin embargo, entró en un corto feudo con él, y sufrió una derrota después de que Katie Lea le destrajese y Burchill le realizase un roll-up; días más tarde, Boogeyman se vengó distrayendo a Burchill en un combate contra Tommy Dreamer, lo que le costó la victoria a Paul. Su última aparición fue el 3 de marzo de 2009 perdiendo contra Kane. Al día siguiente, la WWE anunció que Wright había sido liberado de su contrato.

### Circuito independiente (2009-2019)
Después de su carrera en WWE Wright, bajo el nombre de The Nightcrawler, tuvo apariciones en Northeast Wrestling y en Millenium Wrestling Federation. El 26 de septiembre, Wright apareció como The Boogeyman en una firma de autógrafos en Signamania VI. Más tarde, Wright anunció su retorno a la lucha regular bajo el nombre de Sliher Kongo Kong para enfrentar a 2 Tuff Tony y un Vampiro que regresaba en un esfuerzo perdido. Wright regresó a la Pro Wrestling Alliance usando su truco de Boogeyman. Luchó en el evento Cyberstarz de Millennium Wrestling Federation en febrero de 2012, donde derrotó a Lukas Sharp. El 3 de septiembre de 2017, como The Boogeyman, derrotó a The Horror for All Out Mayhem wrestling. En marzo de 2019 luchó contra el Dreamcather en WWW en un esfuerzo perdedor. El 24 de agosto luchó contra Orange Cassidy en Big Time Wrestling y ganó.

### Regreso a WWE (2012-presente)
En diciembre de 2012, Wright regresó como The Boogeyman, haciendo una aparición en la edición anual de los Slammy Awards, asustando a su ex rival Booker T. En Halloween, WWE subió varios videos a YouTube protagonizados por The Boogeyman el 1 de noviembre en, 2013 y el 25 de octubre en, 2014. El 22 de diciembre en, 2014, The Boogeyman apareció en un segmento para WWE App. El 25 de enero en, 2015, Boogeyman regreso como un participante sorpresa en el Royal Rumble con la ilusión de pelear contra
Brock Lesnar en el Main Event de WrestleMania 31 por el Campeonato Mundial Pesado de la WWE entrando de #7 haciendo su primer regreso en un ring de WWE,teniendo una "competencia de locos" contra Bray Wyatt y cuando finalizó Wyatt lo eliminó rápidamente durando 00:47 en el ring. El 7 de noviembre la WWE vuelve con un contrato de Leyenda. El 22 de enero de 2018 apareció en el especial de Raw 25 junto a leyendas. El 22 de julio de 2019, Boogeyman apareció en el show de Raw Reunion y asustó a Drake Maverick en el vestuario, ayudando a Pat Patterson a cubrir a Maverick y ganar el Campeonato WWE 24/7. El 4 de enero de 2021 apareció en Raw Legends asustando a Angel Garza haciendo que pierda el WWE 24/7 Championship ante R-Truth.

## Campeonatos y logros
- Alabama Wrestling Federation
  - AWF Tag Team Championship (1 vez) – con Bobby Lashley[31][32]
- Pro Wrestling Illustrated
  - Debutante del año 2006[33]
  - Situado N.º 312 en los PWI 500 del 2005[34]
  - Situado N.º 259 en los PWI 500 del 2006[35]
  - Situado N.º 114 en los PWI 500 del 2007[36]
  - Situado N.º 359 en los PWI 500 del 2009[37]

## Filmografía
| Título           | Papel           | Año  |
| Any Given Sunday | Beastman        | 1999 |
| The Replacements | Butler          | 2000 |
| Transporter 2    | Comandante SWAT | 2005 |